# Osobo vazjnoje zadanije
Osobo vazjnoje zadanije (russisk: Особо важное задание) er en sovjetisk spillefilm fra 1980 af Jevgenij Matvejev.

## Medvirkende
- Ljudmila Gurtjenko som Elvira Pavlovna
- Valerija Zaklunnaja som Marija Jevgenjevna
- Nikolaj Krjutjkov som Fjodor Pantjenko
- Jevgenij Matvejev som Sergej Kirillov